# Чемпионат Танзании по шоссейному велоспорту
Чемпионат Танзании по шоссейному велоспорту — национальный чемпионат Танзании по шоссейному велоспорту, проводимый Ассоциацией велоспорта Танзании. За победу в дисциплинах присуждается майка в цветах национального флага (на илл.).

## Призёры

### Мужчины. Групповая гонка.
| Год  | Победитель       | Второй        | Третий      |
| ---- | ---------------- | ------------- | ----------- |
| 2013 | Эммануэль Матиас | Геральд Конда |             |
| 2019 | Ричард Лайзер    | Масунга Дуба  | Маулид Аман |

### Мужчины. Индивидуальная гонка.
| Год  | Победитель    | Второй          | Третий       |
| ---- | ------------- | --------------- | ------------ |
| 2013 | Хамиси Мкома  | Гаспер Наварона | Масунга Дуба |
| 2019 | Ричард Лайзер |                 |              |

### Женщины. Групповая гонка.
| Год  | Победитель     | Второй            | Третий |
| ---- | -------------- | ----------------- | ------ |
| 2013 | Саломэ Дональд | Лауренсия Русумбу |        |

### Женщины. Индивидуальная гонка.
| Год  | Победитель   | Второй            | Третий      |
| ---- | ------------ | ----------------- | ----------- |
| 2013 | София Хусейн | Лауренсия Русумбу | Марта Энтон |